# Пономарчук Наталія Борисівна
Наталія Борисівна Пономарчук (нар. 19 січня 1969, м. Київ, УРСР — українська диригентка, заслужена діячка мистецтв України (2001) [джерело?]. Головна диригентка Київського камерного оркестру Національної філармонії України (від 2020 року). Входить до числа найбільш затребуваних оркестрових диригентів в Україні.

## Життєпис
Народилась у Києві у не музичній родині: тато – інженер, мати – бухгалтер. До музичної школи потрапила випадково – у віці 6-7 років мама привела для отримання базової музичної освіти. Займалася по класу домбри.
Закінчила Київське музичне училище (клас домбри В. Козачкової-Васильєвої; 1988) та Національну музичну академію України (клас оркестрового диригування професора Алліна Власенка, 1997).
З 1996 по 1998 роки диригувала оркестром Національної радіокомпанії України, виступи якого транслювались по національних радіо- та телеканалах. Також здійснила аудіо та відео записи на Польському Радіо. З 1997 по 2002 роки — головний диригент Академічного симфонічного оркестру Луганської обласної філармонії; з 2003 по 2020 — художній керівник та головний диригент Академічного симфонічного оркестру Дніпровської філармонії імені Леоніда Когана; з 2006 по 2009 — головний диригент Державного естрадно-симфонічного оркестру України (Київ); з 2007 по 2009 — диригент «Національного ансамблю солістів «Київська камерата». Від 2020 — головний диригент Київського камерного оркестру Національної філармонії України. Також виступала диригенткою на міжнародних фестивалях («Київ Музик Фест», Київські літні музичні вечори, «Музика молодості», «Контрасти» тощо).
Високі професійні якості та широкий репертуар принесли Пономарчук звання заслуженої діячки мистецтв України (2001).
З 2009 року також є другою диригенткою Національного симфонічного оркестру України. Часто виступає як гостьова диригентка з Одеським філармонійним оркестром та Академічним симфонічним оркестром «INSO-Львів».
Дебютувала як балетна диригентка в Іспанії 2012 року. Виступи у Королівському театрі у Мадриді, у Конференц-центрі й концертному залі Еускалдуна у Більбао, у Палаці опери в Ла-Коруньї.
Російське вторгнення в Україну 2022 року застала в Одесі, де із Національним одеським філармонічним оркестром репетирувала Концерт для скрипки з оркестром Антоніна Дворжака, «Фантазію на тему Томаса Талліса» Ральфа Воана-Вільямса та «Пісню солов’я» Ігоря Стравінського до концерту, який було запланована на вечір 25 лютого 2022 року. Концерт не відбувся, Наталія повернулася до Києва до літньої матері, прожили місяць під обстрілами, після чого змогли виїхати до Європи. Регілярно приїздить до України, диригує київським оркестром, та коли лунає поівтряна тривог – разом із глядачами та музиканти спускається до укриття.
Після російського вторгнення неповторність диригентського стилю Пономарчук оцінив Лондон. Від 2024 — диригент-представник міжнародного артистичного агентства «IMG Artists» (Лондон) — однієї з найбільших організацій світу музичного менеджменту — у числі перших кроків співробітництва стало диригування трьома концертами Лондонського філармонічного оркестру.

## Кар'єра
Прослухавши багато професійних записів та подивившись різні записи пані Пономарчук, я мушу сказати, що пані Пономарчук — це талановита та серйозна диригентка. Вона має потужний потенціал і здатність працювати з різноманітним репертуаром та різними оркестрами.
Наталія Пономарчук — явище справді рідкісне. Незважаючи на свою молодість, вона є диригентом міжнародного рівня. Її унікальне мистецтво визначає залізна дисципліна гри, потужна енергетика, вміння глибоко проникнути в творчий задум музики як минулого, так і сьогодення. Тому кожен із сучасних українських композиторів прагне, щоб його твори звучали саме в її виконанні.
Наталія Пономарчук описує оркестр як колектив, відкритий до енергообміну, де кожен музикант тонко відчуває емоційний стан інших. Диригування називає «інструментом», оркестр – «наслідком». У «стоянні за пультом» не вбачає мети. Метою називає розмову мовою музики.
Як гостьова диригентка у рамках гастрольних турне Європою виступала в таких концертних залах, як Іспанський Королівський театр, Національна музична аудиторія та Театро Сарзуела (Мадрид, Іспанія), Палац каталонської музики (Барселона, Іспанія), Театро Колонь (Корунья, Іспанія), Палац мистецтв ім. Королеви Софії (Валенсія, Іспанія), Конференц Центр та Концерт-хол (Більбао, Іспанія), Курсаал (Сан-Себастьян, Іспанія), Аудіторіо де Галіція (Сантьяго-де-Компостела, Іспанія), Театро Монументаль (Лісабон, Португалія), Будинок музики (Порто, Португалія), Консерваторія ім. Джузеппе Верді (Мілан, Італія), Конгрес-хол (Варшава, Польща), Великий Зал Санкт-Петербурзької філармонії, Зал ім. Чайковського Московської державної філармонії (Росія), Мегарон (Греція), Симфонічний оркестр Тіранського радіо (Албанія).
Співпрацювала з всесвітньо відомими музикантами: Дмитром Ситковецьким, Сергієм Накаряковим, піаністом Вадимом Руденком, віолончелістом Олександром Князєвим, скрипалем Цянь Чжоу, Бенджаміном Шмідом, Лукашем Вондрачеком, Еггнером Флоріаном, Ласло Феньйо, Денісом Северіном, Отто Саутером, Сімонідом Браконі, Летицією Морено, Домініком Де Вільєнкур, Валерієм Соколовим, Олексієм Семененком, Дмитром Ткаченком, Олексієм Гринюком, скрипалем Олександр Семчук.
Географічне охоплення концертної діяльності виходить далеко за межі Європи. Співпрацювала з Оркестром української музичної академії в Чонгкінг (Китай), Симфонічним оркестром м. Бількент, Симфонічним оркестром м. Анкара (Туреччина), Симфонічним оркестром Мічоакан в Морелії (Мексика), Симфонічним оркестром Естадо до Еспіріто Санто (Бразилія).
У репертуарі — симфонічна, камерна оркестрова музика Дж. Боттезіні, Ф. Куперена, Й.-С. Баха, Ґ. Генделя, А. Вівальді, Л. Боккеріні, Й. Гайдна, В.-А. Моцарта, Л. ван Бетховена, А. Рейхи, А. Сальєрі, Ф. Шуберта, Ф. Шопена, К. Шуманн, Й. Брамса, Ф. Мендельсона-Бартольді, А. Дворжака, Ф. Крейслера, М. Бруха, Р. Ваґнера, Дж. Россіні, А. Веберна, А. Шенберґа, Ґ. Малера, А. Брукнера, К. Дебюссі, М. Равеля, А. Онеґґера, П. Гіндеміта, Е. Ґріґа, Я. Сібеліуса, Л. Яначека, Е. Лало, Р. Штраусса, П. Чайковського, І. Стравінського, Д. Шостаковича, М. Вайнберга, Б. Бріттена, В. Волтона, А. Пярта, Л. Грабовського, В. Сильвестрова, Є. Станковича, В. Губаренка, В. Бібика, Г. Гаврилець, Л. Сидоренко, А. Загайкевич та ін.
До широкомасштабного вторгнення репертуар українських філармоній складався на 70% з російської або імперської музики. Програми Пономарчук з 2022-го наповнені українською та європейською музикою. Концерт на музичному матеріалі чеських композиторів (Національна філармонія України, лютий 2025) складено з творів Богуслава Мартіну, Леоша Яначека, Антоніна Дворжака – на думку Наталії Пономарчук – це про перемогу: «у Подвійному концерті Мартіну оркестр передає і скрегіт покрученого обгорілого металу, і трагічне передчуття війни, і тріумф радості. Чехи століттями виборювали свою державу, і зараз Чехія є важливою частиною єдиної Європи».
Протягом диригентської кар'єри зробила численні аудіо та відео записи як в Україні, так і за кордоном. З 2025 року бере участь у масштабному проєкті «Dictum: повний цикл камерних симфоній Євгена Станковича» – запис усіх камерних симфоній одного з найпотужніших та найвідоміших українських композиторів Євгена Станковича – 15 камерних симфоній, а також дві симфонії для камерного оркестру (Sinfonia lirica, №4 та Sinfonia larga, №1), які не були введені композитором до структури циклу, але відповідають йому по суті.

## Концертні програми
- 2021 — програма фестивалю «Австрійська осінь» (Концерт для віолончелі До мажор Йозеф Гайдна, Langsamer Satz Антона Веберна та 14-й квартет Франца Шуберта «Смерть та дівчина», аранжований для камерного оркестру Густавом Малером)[11]
- 2024 — «Звук і Тиша», присвята естонському композитору Арво Пярту (Наталія Пономарчук та Київський камерний оркестр)[12][13]
- 2024, 20 грудня — Концерт для скрипки з оркестром ре мінор Яна Сібеліуса та Перша симфонія ля-бемоль мажор Едварда Елгара (Наталія Пономарчук та Національна філармонія України, солістка – скрипалька Богдана Півненко)[14]

## Нагороди та визнання
- 1996 — Дипломантка II Міжнародного конкурсу ім. Сергія Прокоф’єва (м. Санкт-Петербург)
- 1998 — Лауреатка II Національного конкурсу диригентів ім. Стефана Турчака (м. Київ) — 2-а премія
- 2001 — Заслужена діячка мистецтв України [джерело?]
- ??? — Переможниця Всеукраїнського відкритого рейтингу популярності «Колесо фортуни» у номінації «Найкращий молодий диригент»